# Maladie génétique du métabolisme de l'urée
Les maladies génétiques du métabolisme de l'urée comprennent les maladies en rapport avec une anomalie du métabolisme de l'urée par défaut du fonctionnement enzymatique d'un des enzymes secondaire à un défaut du gène codant l'enzyme impliqué.

Le cycle de l'urée est la voie métabolique par laquelle l'ammoniaque est transformé en urée.
 Les anomalies de fonctionnement des quatre premiers enzymes aboutissent à l’accumulation d'ammoniaque et de ses métabolites durant les premiers jours de vie et font rapidement apparaître des signes neurologiques.

## Prévalence
La prévalence de cette pathologie est estimée à un sur 30 000 naissances.

## Description
Les enzymes impliqués dans le métabolisme de l'urée sont, dans l'ordre de leur intervention :
- Carbamyl-phosphate synthétase
- Ornithine carbamyl transférase
- N-Acétylglutamate synthase
- Arginosuccinase
- Arginase
- Cofacteur : N-acetyl glutamate synthetase

Les manifestations cliniques des déficits enzymatiques du cycle de l’urée sont communes pour tous les enzymes sauf le déficit en arginase.
Les manifestations cliniques de ces maladies sont soit des :
Manifestations néonatales
- En rapport avec un déficit enzymatique total
- Signes hypertension intracrâniennes avec léthargie, hyper ou hypoventilation, hypothermie, convulsion et coma.
- Ces signes apparaissent tout de suite après la naissance ou à la rentrée à la maison et l'hypertension intracrânienne débutante se manifeste par une perte d'appétit avec hypothermie et somnolence

Manifestations durant l'enfance
- Si le déficit enzymatique est partiel, les signes d'hyperammoniémie ne se manifestent qu'en cas de stress ou de maladie

Manifestations à l'âge adulte
- Les signes sont parfois bénins en rapport avec un déficit minime et le patient se plaint de perte d'appétit, vomissement cyclique ou comportement anormal.

- Le déficit en arginase se manifeste principalement par des signes neurologiques.

## Diagnostic
Le diagnostic repose sur la clinique, la biologie et les données génétiques :
- Une concentration plasmatique d'ammoniaque supérieure à 150 micromoles par litre avec glycémie normale associé à une absence de trou anionique est très évocateur d'un trouble du métabolisme de l'urée.

## Différentes maladies
| Nom                                       | Transmission    | O.M.I.M | Chromosome | Gène | Enzyme                         |
| ----------------------------------------- | --------------- | ------- | ---------- | ---- | ------------------------------ |
| Déficit en carbamyl-phosphate synthétase  | Récessive       | 237300  | 2          | CPS1 | Carbamoyl-phosphate synthétase |
| Déficit en ornithine carbamyl transférase | Dominante à l'X | 311250  | X          | OTC  | Ornithine carbamyl transférase |
| Déficit en N-Acétylglutamate synthase     | Récessive       | 237310  | 17 q12-13  | NAGS | N-Acétylglutamate synthase     |
| Acidurie argininosuccinique               | Récessive       | 207900  | 7          | ASL  | Arginosuccinase                |
| Argininémie                               | Récessive       | 207800  | 6          | ARG1 | Arginase                       |
| Citrullinémie                             | Récessive       | 215700  | 9          | ASS  | Argininosuccinate synthétase   |
| Hyperornithinémie                         | Récessive       | 258870  | 10         | OAT  | Ornithine aminotransferase     |

## Sources
- (fr) Site français sur les maladies rares
- (en) GeneTests: Medical Genetics Information Resource (database online). Copyright, University of Washington, Seattle. 1993-2005
- (en) Online Mendelian Inheritance in Man, OMIM (TM). Johns Hopkins University, Baltimore, MD.